# 플레우라스트룸속
플레우라스트룸속(Pleurastrum)은 녹조강에 속하는 녹조식물 속의 하나이다. 플레우라스트룸과(Pleurastraceae)의 유일속으로 4종으로 이루어져 있다.

## 하위 종
- P. insigne
- P. photoheterotrophicum
- P. sarcinoideum
- P. terricola